# Atherigona exigua
Atherigona exigua este o specie de muște din genul Atherigona, familia Muscidae, descrisă de Stein în anul 1900. Conform Catalogue of Life specia Atherigona exigua nu are subspecii cunoscute.